# Mi corbata
Mi corbata es el título de un cuento del escritor peruano Manuel Beingolea, que forma parte de una recopilación de cuentos publicada en 1933, bajo el título de Cuentos pretéritos. Es el más conocido cuento de dicho autor, que figura en numerosas antologías y textos escolares.

## El autor del texto
Manuel Beingolea (1881-1953) nació y murió en Lima. Trabajó en diversos diarios y revistas, donde publicó sus creaciones literarias. También fue funcionario público y profesor de escuela.  Era de carácter bonachón, jaranista, criollo y humorista.
Su obra literaria, que se desenvolvió dentro de la corriente modernista, se limitó a la narrativa (cuentos y una novela, Bajo las lilas). Junto con otros representantes de su generación como Clemente Palma y Ventura García Calderón (fines del siglo XIX y comienzos del siglo XX), aportó a la literatura peruana la configuración del cuento bajo normas modernas, género en el que destacarían después Abraham Valdelomar y Enrique López Albújar. Su obra cuentística, desperdigada en periódicos y revistas, fue parcialmente recopilada en 1933 en la colección titulada Cuentos pretéritos.

## Tema
El tema principal es la ambición de un joven pobre por ascender social y económicamente, para lo cual mejora su apariencia exterior y simula tener un empleo solvente. Logra finalmente un matrimonio de conveniencia.

## Argumento
La historia gira en torno a una corbata, un regalo humilde que el protagonista, un joven limeño, recibe de Marta, una chica provinciana, que está enamorada de él. Ella misma ha bordado la prenda con cariño. Pero el joven es ambicioso y pretende encumbrarse socialmente. Asiste a una fiesta de la alta clase social, donde se ve ridiculizado por su corbata, a la que califican de “absurda”. Decide entonces mejorar su imagen. Empieza a vestir elegantemente y logra así ser aceptado por la alta sociedad; se olvida de Marta, se casa con una muchacha de familia rica y llega a ser un hombre adinerado e influyente. Pero al final reconoce que no es feliz y cree que seguramente lo habría sido con Marta, la dulce provinciana.

## Escenarios
La historia ocurre en Lima. Los escenarios son: 
- La pensión o casa de huéspedes donde vive inicialmente Idiáquez.
- La casa de la señora Grimanesa de Bocardo, de alta clase social, ubicada en calle Aumente 341.
- La calle Mercaderes donde venden vestimenta, y las calles de Lima en general.
- La casa de los padres de la linda señorita de alta clase de la que se enamora el personaje.

## Época
De varios detalles de la narración se desprende que la historia se desenvuelve en la época republicana, a fines del siglo XIX y comienzos del siglo XX. 
Se menciona al Ministerio de Hacienda, a calles limeñas con antiguos nombres (Mercaderes y Paseo Colón). Y se menciona que el personaje llega a ser diputado y senador.

## Personajes

### Principales
- Idiáquez, un joven limeño, pobre pero ambicioso .
- Marta, la muchacha provinciana, natural de Arequipa, que se enamora de Idiáquez y rechaza  a otros pretendientes , simple y bella .
- La joven morena (es decir, de cabello negro), muy linda y de alta posición social, con la que se casa Idiáquez, es hermosa .

### Secundarios
- La patrona de la casa donde se hospeda el joven Idiáquez, que es viuda de un coronel.
- La joven rubia de la fiesta a la que asiste Idiáquez.
- Un joven que asiste a la misma fiesta, que es quien critica la corbata de Idiáquez.
- El sastre que confecciona el elegante traje para Idiáquez.
- Los padres de la joven morena.
- Los hijos de Idiáquez.
- las personas de la fiesta

## Resumen

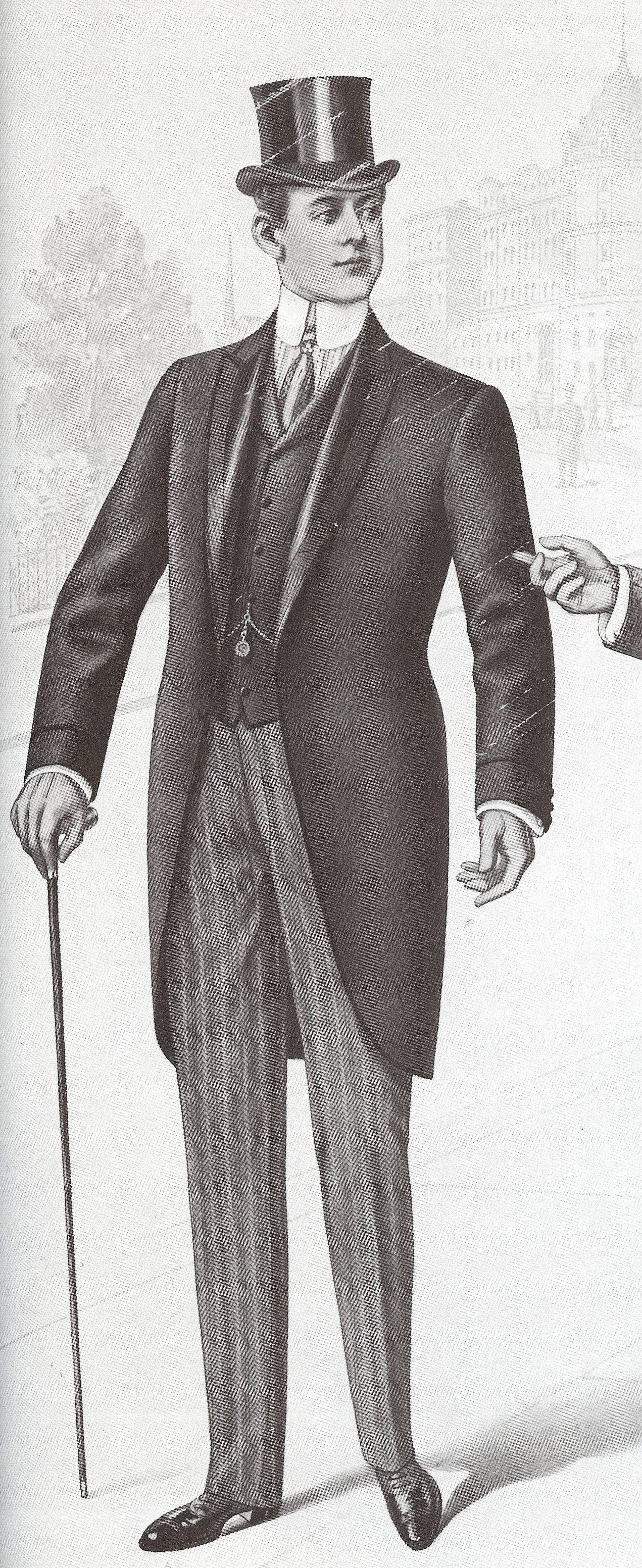
Traje de chaqué, principios del.

Este cuento es narrado en primera persona por el personaje, un joven limeño, Idiáquez, quien empieza contando que Marta, una humilde chica arequipeña, le había regalado una corbata. Ella misma había confeccionado la prenda, con un retazo de tela rosa y con bordados de florecillas azules. El regalo le llega al joven dentro de una caja de jabón de Windsor, que desprendía un aroma muy agradable.
Marta se había enamorado del joven, admirada de su porte y sus modales de limeño educado; incluso había rechazado a otros pretendientes de más solvencia económica que Idiáquez; lo único que parecía no gustarle de su galán era su poca fe cristiana.
Por su parte, Idiáquez es un joven también modesto, que vive en una pensión o casa de huéspedes; su máxima aspiración es conseguir trabajo en una oficina pública, de preferencia en Aduanas, con un sueldo de 50 soles. 
Idiáquez recibió un día una ostentosa invitación para tomar el té en casa de una distinguida familia. Engalanándose lo mejor que pudo, el joven asistió luciendo la corbata que le regalara Marta y que a él le parecía una prenda muy elegante. La casa era muy lujosa y el joven quiso socializar en ese medio extraño para él. Invitó a varias damas a bailar, pero ninguna de ellas aceptó. Muy confuso, Idiáquez preguntó a otro joven a qué le atribuía su fracaso con las mujeres: «¡Tiene usted una corbata imposible!», fue la respuesta brusca que recibió. No le quedó otra alternativa que reconocer que, en efecto, comparada con la del resto de los caballeros, su corbata era solo una burda prenda bordada con diseños gruesos y de muy mal gusto. Abandonó aquel lugar, pensando que tal vez lo habían invitado por equivocación. Estaba furioso y quería insultar a la dueña de casa por haberlo invitado y a la serrana Marta por haberle obsequiado aquella ridícula corbata.
A partir de entonces, el joven dio un gran giro en su vida: se empeñó en vestir muy elegante para poder escalar socialmente. Su primer paso fue visitar al mejor sastre de la ciudad. Se hizo confeccionar un lujoso traje de chaqué, que estaba de moda. Pero como carecía de dinero, buscó como fiadora a la patrona de la casa donde se hospedaba, a quien convenció, diciendo que había conseguido un puesto de trabajo en Aduanas con un holgado sueldo, lo cual era mentira.
El sastre no tuvo ningún inconveniente en aceptar el aval de la distinguida dama y entregó el traje sin ninguna desconfianza. Luego, continuando con los engaños, Idiáquez solicitó a la señora un préstamo de cien soles para ciertos gastos, aduciendo que su primera paga no llegaría sino a fin de mes, por lo que se veía urgido de ese dinero. La dama le dio doscientos, creyendo que estaba ante alguien que pronto iba a ser muy influyente; le pidió incluso que intercediera por un puesto de trabajo para su hijo en la oficina de Aduanas.
Con el dinero, Idiáquez compró camisas, corbatas, sombreros, botas y demás prendas de vestir, todas muy lujosas. Entusiasmado, salió a la calle a estrenar su elegancia y descubrió que todos lo trataban con deferencia y lo miraban con respeto. Se cruzó con la chica morena que en la reunión anterior lo había rechazado y que ahora le sonreía. Se acercó a ella y la cortejó. La muchacha, muy feliz, lo invitó a su casa para que conociera a sus padres, que eran muy ricos.
Idiáquez, convertido en todo un seductor profesional, logró conquistar a la muchacha y terminó casándose con ella. Heredó una considerable fortuna y se hizo de una elevada posición social. Se convirtió en dueño de casas, haciendas, quintas, minas de plata. Gracias a los vínculos de la familia de su esposa llegó también a ser diputado y senador. Aunque el narrador insinúa que llegó a ser “algo más” (¿ministro de Estado? ¿aludiría acaso a un personaje real?).
Finalmente, el personaje repara en la vacuidad de su vida: su mujer se preocupaba más de sus vestidos que de él. Sus hijos estaban más interesados en sus caballos que en el padre. Entonces piensa en que hubiera sido verdaderamente feliz con la humilde Marta que tiempo atrás le regaló la corbata, cuando solo era un pobre diablo. Ese regalo que le había traído tanta suerte en la vida, al fin y al cabo.

## Análisis estilístico
Beingolea, que escribe bajo el influjo del modernismo, simplificó los ornamentos de la prosa modernista y optó por el humor y la ironía. Por eso sus relatos son sencillos y encantadores, especialmente para los niños, aunque use palabras y frases coloquiales que actualmente ya no son de uso común, al menos en el Perú (vg.: Hortera; andar de Ceca en Meca; ¡Voto al chápiro!; ¡Al demontre las perrerías!). 
En Mi corbata se aprecia su habilidad para la descripción de los ambientes donde ocurren los hechos, y el desenvolvimiento de un lenguaje simple y sencillo, que hace que el lector comprenda fácilmente lo que el autor trata de exponer, como la ambición, el amor perdido por la codicia y la importancia que se da el pertenecer a una buena clase social.

## Análisis ideológico
Beingolea, con el cuento Mi corbata, ha construido una magnífica parábola del ascenso social que parte de dos bases: la apariencia y el matrimonio. El arribista que encarna Idiaquez, llega a conseguir sus fines, no por su trabajo duro, no por su talento en los negocios, sino por su autoinvención. Es decir, se construye para sí una imagen que es solo una apariencia: viste ropa lujosa, aprende modales refinados, todo lo cual ayudado por su carisma natural que le permite convencer a las personas. El siguiente paso es lograr un matrimonio de conveniencia, que lo haga ingresar por la puerta falsa a la alta sociedad. Aunque el relato de Beingolea es ficticio, es posible que muchos arribistas en la Lima del siglo XIX hayan seguido esos pasos.

## Valoración
Para Manuel Beltroy, se trata de un magnífico cuento peruano, que los niños todavía lo leen con encanto, con un argumento y un final digno de aprecio. Efectivamente, el final es muy tierno:

Más feliz hubiera sido con mi arequipeñita. ¡Oh, esa que me quería arrancado y por mí mismo! Con ella y mis cincuenta soles hubiera vivido ignorado, sin ambiciones que me consumen, ni desengaños que me torturan. ¿Qué habrá sido de ella? A veces, cuando estoy muy triste, saco del fondo de mi gaveta la corbata que me regaló, y me enternezco recordando a Marta y aspirando el olor ya desvanecido del jabón de Windsor.

## Mensaje
Para el lector común, el mensaje del cuento es evidente: la verdadera felicidad solo se logra al dar y recibir un amor auténtico y desinteresado. El dinero, el poder, la buena posición social, solo dan una aparente felicidad, tal como lo comprobó Idiáquez, que en el último tramo de su vida, pese a sus comodidades, se lamenta que su esposa y sus hijos no le presten atención y solo se preocupen por satisfacer sus vanidades.
Para otro tipo de lector, el joven Idiáquez sería un ejemplo espléndido del arribista, que no tiene escrúpulos de usar las tretas más reprobables para lograr sus propósitos de encumbramiento económico y social (engaño, estafa, fraude). Al principio, es conformista y solo quiere obtener un empleo público con un sueldo de 50 soles. Es necesario que le ocurra un incidente harto humillante para que recapacite y apunte a un objetivo más ambicioso, que al final logra, gracias a su buena presencia y a su carisma natural, engañando a medio mundo. 